# Meghalaya annandalei
Genre
Espèce
Meghalaya annandalei, unique représentant du genre Meghalaya, est une espèce d'opilions cyphophthalmes de la famille des Stylocellidae.

## Distribution
Cette espèce est endémique d'Arunachal Pradesh en Inde. Elle se rencontre dans le district de la vallée du bas Dibang dans le sanctuaire de vie sauvage de Mehao.

## Description
Le mâle holotype mesure 3,62 mm.

### Famille Stylocellidae
Selon World Catalogue of Opiliones (26 octobre 2024) :
- Fangensinae Clouse, 2012
  - Fangensis Rambla, 1994
  - Giribetia Clouse, 2012
- Leptopsalidinae Clouse, 2012
  - Leptopsalis Thorell, 1882
  - Miopsalis Thorell, 1890
- Stylocellinae Hansen & Sørensen, 1904
  - Meghalaya Giribet, Sharma & Bastawade, 2007
  - Stylocellus Westwood, 1874
- sous-famille indéterminée
  - † Mesopsalis Bartel, Dunlop & Giribet, 2023
  - † Palaeosiro Poinar, 2008
  - † Sirocellus Bartel, Dunlop & Giribet, 2023

## Étymologie
Cette espèce est nommée en l'honneur de Nelson Annandale.

## Publication originale
- Giribet, Sharma & Bastawade, 2007 : « A new genus and species of Cyphophthalmi (Arachnida: Opiliones) from the north-eastern states of India. » Zoological Journal of the Linnean Society, vol. 151, no 4, p. 663-670.